# Guillermo Maidana
Guillermo Maidana (Uruguay, 19 de enero de 1988) es un futbolista uruguayo. Juega de delantero y actualmente pertenece al Club Deportivo y Social Santa Emilia.

## Clubes
| Club                                 | País      | Año                |
| ------------------------------------ | --------- | ------------------ |
| Danubio Fútbol Club                  | Uruguay   | 2007 -2008         |
| Centro Atlético Fénix                | Uruguay   | 2009               |
| Club Atlético Rentistas              | Uruguay   | 2010 - 2011        |
| Antigua GFC                          | Guatemala | 2012               |
| Club Atlético Rentistas              | Uruguay   | 2012 - 2014        |
| Club Deportivo Municipal (Cedido)    | Perú      | 2015               |
| Club Atlético Rentistas              | Uruguay   | 2015 - 2017        |
| Club Deportivo y Social Santa Emilia | Uruguay   | 2023 - Actualmente |

- Datos: Q18719805